# V5157 Sagittarii
V5157 Sagittarii eller OGLE-TR-56 är en ensam stjärna i den mellersta delen av stjärnbilden Skytten belägen nära Vintergatans centrum. Den har en skenbar magnitud av ca 16,56 och kräver ett kraftfullt teleskop för att kunna observeras. Baserat på parallaxmätning inom Hipparcos-uppdraget på ca 0,802 mas beräknas den befinna sig på ett avstånd på ca 4 900 ljusår (ca 1 500 parsek) från solen.

## Egenskaper
V5125 Sagittarii är en gul stjärna av spektralklass av G,. Den har en massa motsvarande ca 1,17 solmassor. Stjärnan är listad som en förmörkelsevariabel med förmörkelsen på grund av planetpassage som noterats i upptäcktsrapporten.

## Planetsystem
År 2002 upptäcktes en möjlig exoplanet som passerade stjärnan, och efter ytterligare observationer för att utesluta falska signaler, bekräftades den. Vid tiden för upptäckten var den planeten med den kortaste kända omloppsperioden.
| Planet | Massa          | Halv storaxel (AE) | Siderisk omloppstid (d) | Excentricitet | Inklination | Radie |
| ------ | -------------- | ------------------ | ----------------------- | ------------- | ----------- | ----- |
| b      | 1,29 ± 0,12 MJ | 0,0225 ± 0,0004    | 1,211909 ± 0,000001     | 0             | -           | -     |